# Adaílton (football, 1990)
Pour les articles homonymes, voir Adailton.
Adaílton dos Santos da Silva est un footballeur brésilien né le 6 décembre 1990 à Camaçari. Il évolue au poste d'attaquant.

## Biographie
Adaílton joue au Brésil et au Japon.
Il dispute cinq matchs en Copa Sudamericana.
Il inscrit 17 buts en deuxième division japonaise lors de la saison 2015 avec le Júbilo Iwata.

## Palmarès
- Finaliste de la Copa Sudamericana en 2013 avec Ponte Preta